# Стейнбергер, Джек
Джек Стейнбергер (англ. Jack Steinberger; 25 мая 1921, Бад-Киссинген, Германия — 12 декабря 2020, Женева, Швейцария) — американский физик, известный работами по физике элементарных частиц, нобелевский лауреат (1988) за открытие и исследование мюонного нейтрино и антинейтрино.

## Биография
Родился в еврейской семье — отец был кантором Бад-Киссингенской синагоги. В 1935 году Стейнбергер покинул нацистскую Германию и благодаря еврейской благотворительной организации эмигрировал в США, где ему и его старшему брату нашли место в разных приёмных семьях в Чикаго; в 1938 году воссоединился с родителями и младшим братом. В течение двух лет учился в Иллинойсском технологическом институте, затем перешёл в Чикагский университет, где в 1942 году получил степень бакалавра. Затем до 1945 года работал в радиационной лаборатории Массачусетского технологического института, занимаясь военными исследованиями по радарной тематике. После окончания Второй мировой войны вернулся в Чикаго, где в 1948 году под руководством Энрико Ферми защитил докторскую диссертацию, в которой исследовал рождение мюонов (мю-мезонов) в космических лучах и открыл трёхчастичный распад мюонов на электрон, нейтрино и антинейтрино.
После защиты диссертации Стейнбергер по приглашению Роберта Оппенгеймера некоторое время работал в Институте перспективных исследований в Принстоне, где впервые рассчитал скорость распада нейтрального пиона на два гамма-кванта. В 1949 году занял должность профессора Калифорнийского университета в Беркли, где намеревался заниматься теоретическими исследованиями вместе с Джанкарло Виком, однако вскоре подключился к экспериментам на новом электронном синхротроне в Беркли и вместе с Вольфгангом Панофским и Джеком Стеллером зарегистрировал нейтральный пион и измерил его время жизни. Отказавшись подписывать антикоммунистическую клятву верности, уже в 1950 году покинул Беркли и получил место профессора Колумбийского университета. В течение следующего десятилетия получил ряд важных результатов: с помощью нового циклотрона определил спины и чётности заряженных и нейтральных пионов и исследовал их рассеяние; с помощью пузырьковой камеры исследовал свойства странных частиц, в частности обнаружил сигма-нуль-гиперон и измерил его массу, продемонстрировал нарушение чётности при распадах лямбда-гиперонов, измерил время жизни омега- и ро-мезонов. В 1962 году Стейнбергер совместно с Леоном Ледерманом и Мелвином Шварцем впервые идентифицировал нейтрино не в космических лучах, а в полученных в лабораторных условиях пучках частиц с высокой энергией. Продолжая совершенствовать технику эксперимента, Стейнбергер открыл существование двух различных видов нейтрино и антинейтрино — электронного и мюонного, что значительно расширило представление о строении вещества. В 1988 году Стейнбергер, Ледерман и Шварц были удостоены за эту работу Нобелевской премии по физике.
В 1964 году Стейнбергер провёл оплачиваемый отпуск (саббатикал) в Европейском центре ядерных исследований (ЦЕРН), где работал с Карло Руббиа над проблемой интерференции различных состояний К-мезона. В 1968 году полностью перешёл на работу в ЦЕРН, где занимал должность ведущего научного сотрудника, а затем научного руководителя и директора отдела экспериментальной физики. Среди результатов этого времени — регистрация нарушения CP-симметрии в распадах К-мезона. В 1976—1984 годах Стейнбергер руководил сразу несколькими научными группами (в ЦЕРНе, Техническом университете Дортмунда, Гейдельбергском университете и Комиссариат по атомной энергии Франции) в проведении эксперимента по глубоко неупругому рассеянию нейтрино на ядрах железа. С 1983 года участвовал в разработке детектора эксперимента ALEPH, который начал набирать данные в 1989 году и установил, среди прочего, количество типов нейтрино и каналы распада Z-бозона. С 1986 года вёл научную и преподавательскую работу в Италии.
В 1992 году подписал «Предупреждение человечеству». Играл на флейте, увлекался альпинизмом и лыжным спортом. Был избран почётным гражданином родного города Бад-Киссинген, где в его честь была названа местная средняя школа. Дочь - Julia Steinberger.

## Избранные публикации
- Steinberger J. On the use of subtraction fields and the lifetimes of some types of meson decay // Physical Review. — 1949. — Vol. 76. — P. 1180-1186. — doi:10.1103/PhysRev.76.1180.
- Danby G., Gaillard J.-M., Goulianos K., Lederman L.M., Mistry N., Schwartz M., Steinberger J. Observation of high-energy neutrino reactions and the existence of two kinds of neutrinos // Physical Review Letters. — 1962. — Vol. 9. — P. 36-44. — doi:10.1103/PhysRevLett.9.36.
- Dydak F. et al. A search for {\displaystyle \nu _{\mu }} oscillations in the {\displaystyle \Delta m^{2}} range 0.3-90 eV{\displaystyle ^{2}} // Physics Letters B. — 1984. — Vol. 134. — P. 281-286. — doi:10.1016/0370-2693(84)90688-9.
- Burkhardt H. et al. First evidence for direct CP violation // Physics Letters B. — 1988. — Vol. 206. — P. 169-176. — doi:10.1016/0370-2693(88)91282-8.
- Штейнбергер Дж. Эксперименты с пучками нейтрино высоких энергий: Нобелевская лекция // Успехи физических наук. — 1988. — Т. 160. — С. 136–153. — doi:10.3367/UFNr.0160.199010f.0136.
- DeCamp D. et al. Determination of the number of light neutrino species // Physics Letters B. — 1989. — Vol. 231. — P. 519-529. — doi:10.1016/0370-2693(89)90704-1.
- Buskulic D. et al. Performance of the ALEPH detector at LEP // Nuclear Instruments and Methods in Physics Research A. — 1995. — Vol. 360. — P. 481-506. — doi:10.1016/0168-9002(95)00138-7.
- Steinberger J. Learning About Particles — 50 Privileged Years. — Springer, 2005.
- Bagger J.A. et al. Precision electroweak measurements on the Z resonance // Physics Reports. — 2006. — Vol. 427. — P. 257-454. — doi:10.1016/j.physrep.2005.12.006.